# 贺兰山岩画
贺兰山岩画，是对分布在中华人民共和国宁夏回族自治区贺兰山中的一系列岩画的总称。这些岩画的分布范围北至石嘴山市，南至中卫市，题材以人面像和游牧生活为主，其中还有部分西夏文。这些岩画最早于1969年被发现，1996年时被列为全国重点文物保护单位。由于技术原因，这些岩画的最早出现时间至今无法得到确定。

## 分布
贺兰山岩画位于贺兰山山脉中，最早于1969年被李祥石在贺兰口发现。李祥石在1983年将考察报告寄给了《文物》杂志，并向自治区主席黑伯理汇报。1984年1月，宁夏科协主办的《科学普及》报首次披露考古发现并引发学界关注。与此同时1983年至1984年间，贺兰山发现更多岩画群，其中包括树林口、黑石峁、归德沟、苏峪口等地:144-146。在随后的文物普查中，贺兰山岩画的分布范围被确认为北至石嘴山市，南至青铜峡市的贺兰山东麓一带，包括宁夏石嘴山市的惠农区、平罗县，银川市的贺兰县，吴忠市的青铜峡市、永宁县，以及中卫市的中宁县等地辖境:32,34。
贺兰山岩画可以根据其分布范围的不同分为3类，其中南部的岩画位于卫宁北山地区，由于其西侧毗邻腾格里沙漠而属于典型的沙漠、丘陵岩画，典型代表有中宁黄羊湾岩画，中卫苦井沟岩画、大麦地岩画等。这类岩画的分布高度明显偏低，并且有相当多的部分被沙漠所侵蚀；山前草原岩画以树林口地区为代表，但该地区的岩画由于分布范围长达5公里，而且主要散落在贺兰山前的乱石滩中，详细统计几乎很难实现；山地岩画以贺兰口和黑石峁地区的岩画为代表，其分布范围多在半山腰或山顶等位置:33-34:144-146。

## 雕凿方式
贺兰山岩画的刻制方法主要有凿刻法和磨刻法两种，其中凿刻法的特点是斑点痕迹较为清晰，但阴刻粗糙而较浅；磨刻法的方式是先凿后磨，刻画线条粗而深，凹槽较为光洁，其余有少量岩画是划刻法制成，图画普遍较浅，分布范围也较少:34:148。

## 内容

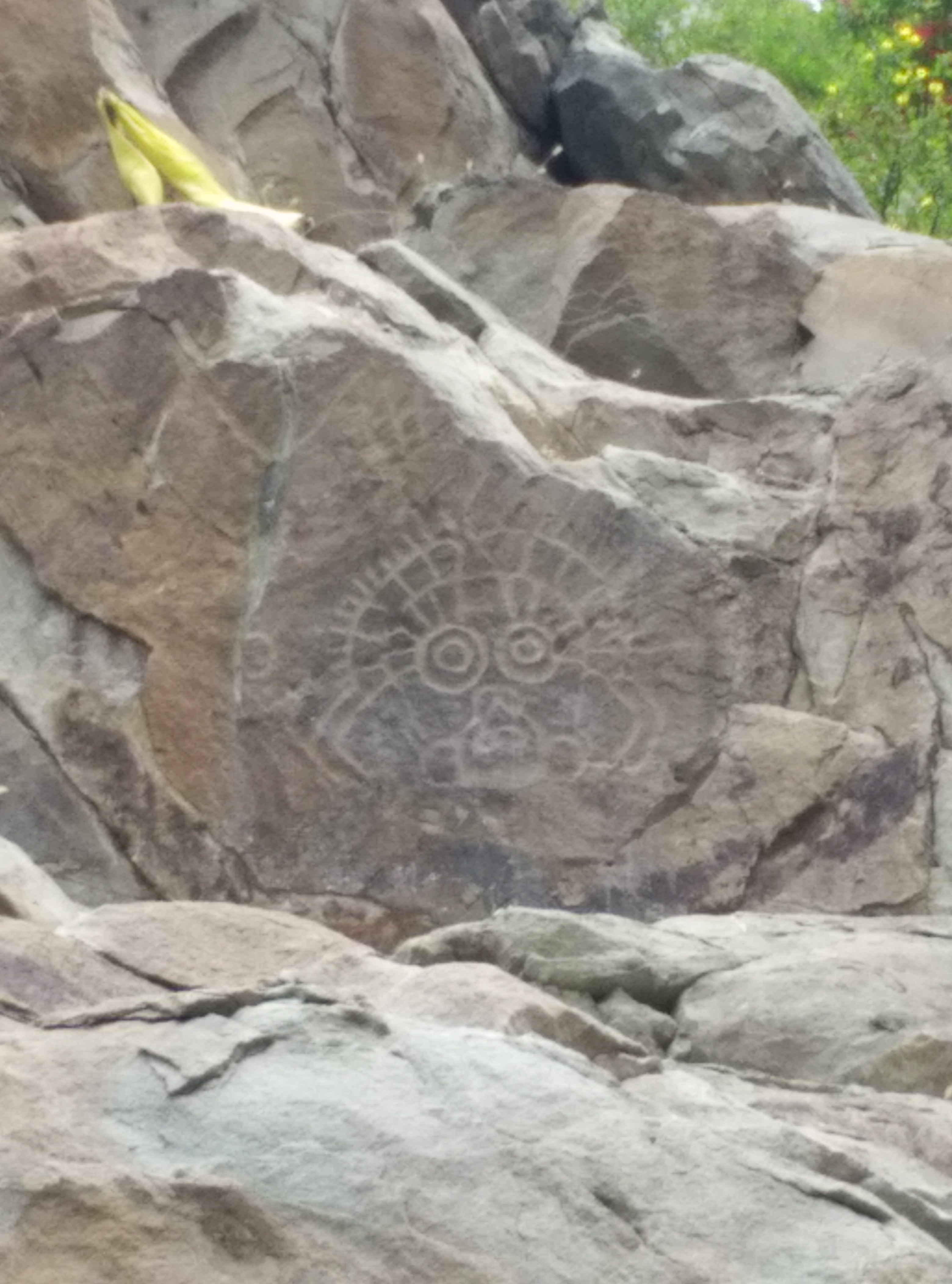
太阳神岩画

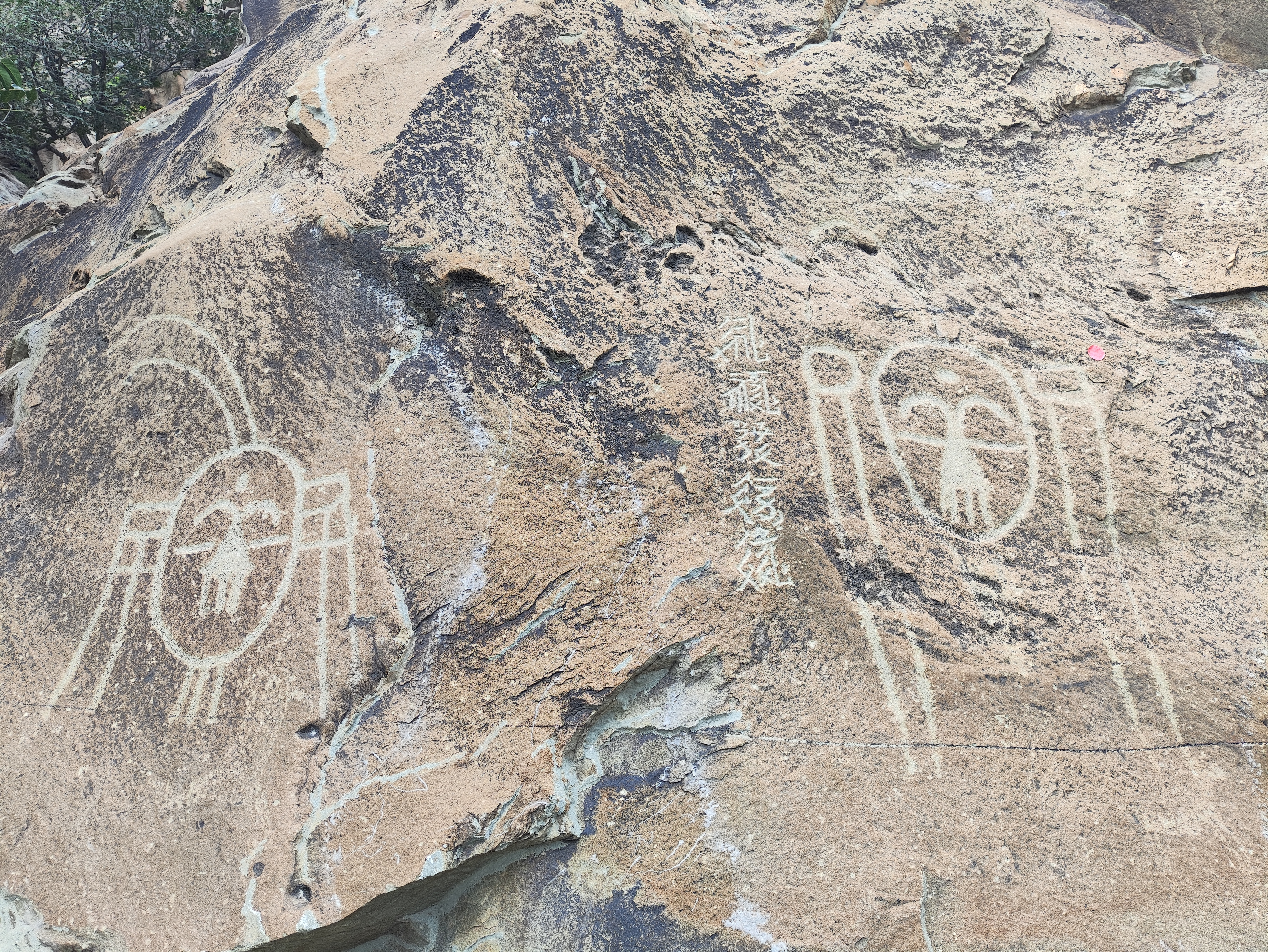
在两个远古人面像中间，稍靠右侧，竖刻有五个10厘米大小的西夏字，意为“禀承正法，人民昌盛”

在贺兰山岩画中，人面像是其中主要的形象之一，其中三分之二的造像集中在贺兰口一带。这些人面像与中国境内的部分新石器时代彩陶中的人面像的风格相类似，画风比较夸张，并且有着明显的威慑作用，有说法认为这些人面像应该是先人崇拜的对象:32-33。此外，羊、鹿等动物造像也是岩画当中的主要内容，这类岩画分布范围较多，包括韭菜沟、归德沟等地，题材以放牧为主。在贺兰口的岩画中，还出现有意为“能昌盛正法”、“五”、“佛”等字样的西夏文:146-148。2014年时，贺兰山内首次发现首次发现着装人形岩画、骑马射猎岩画，而在回回沟内发现了一副回字形岩画。

## 断代
贺兰山岩画的断代一直没有明确定论，由于岩画分布在室外，较为常用的碳14断代法误差较大，而根据画像内容和雕凿方式也无从判断雕凿时间。截至2014年，学术界为贺兰山岩画断代的方式多达10余种，但没有一种得到公认，较为主流的几种断代结果将贺兰山岩画最早的出现时间界定在了距今1万年至3000年之间。由于误差较大，贺兰山岩画究竟于何时出现还是一个谜。

## 保护
1996年，贺兰山岩画被列为全国重点文物保护单位，但所在地仅标记了银川市贺兰县一地，其余市县的岩画并未被标出。1997年，贺兰山岩画被联合国教科文组织国际岩画委员会列入非正式世界文化遗产名录。2002年，银川市贺兰山岩画管理处正式成立，其主要职责是负责保护管理银川市境内贺兰山12个山口的岩画，以及开发建设贺兰山贺兰口岩画风景名胜区、贺兰山拜寺口双塔景区，同年贺兰山岩画的保护范围被划定，在保护范围内共计有1957组岩画。2003年9月1日，《银川市贺兰山岩画保护条例》正式实施，此后贺兰山岩画保护区内的人为破坏开始逐渐绝迹。2004年4月，贺兰山岩画正式申报世界文化遗产。2006年，贺兰山岩画被建设部列入首批《中国国家自然与文化双遗产预备名录》。2008年5月，贺兰山岩画景区被评为“中国最具有国际影响力休闲旅游景区”。2008年10月25日，被国家旅游局批准为国家AAAA级旅游景区。
为保护岩画，自2008年，贺兰山岩画管理处与南京博物院文物保护研究所合作，对贺兰山岩画的抢救性保护进行勘测、试验、分析研究，并于4年后制定完成《贺兰山岩画抢救性保护方案》。2014年1月，该方案获得中华人民共和国和宁夏回族自治区两级文物局的批复。由于石质文物的特殊性，相关保护工作在展开后进展较为缓慢，合适的修复工艺截至2015年6月时仍在不断研究中。